# José Maria Fidélis dos Santos
José Maria Fidélis dos Santos (13 de març de 1944 - 28 de novembre de 2012) fou un futbolista brasiler.

## Selecció del Brasil
Va formar part de l'equip brasiler a la Copa del Món de 1966.